# Памятник воинам 185-й стрелковой дивизии (Завидово)
Памятник воинам 185-й стрелковой дивизии в Завидово — памятник, расположенный на территории сельского поселения Завидово Тверской области, у деревни Шорново при повороте на город Конаково, примерно в 25 км от города. БМ-13 как памятник воинам 185-й стрелковой дивизии, задержавшим наступление врага на Москву осенью 1941 года, установлен в 1965 году.

## История
185-я стрелковая дивизия была сформирована в 1939 году в городе Белгороде тогдашней Курской области. 22 июня 1941 года дислоцировалась в Идрице. Летом 1941 года вела оборонительные бои в районе Даугавпилса и Себежа.
В октябре 1941 года переброшена на Калининский фронт (официально передана 25 октября 1941 года) в резерв, заняла позиции в селе Иванцево в 15 километрах севернее населённого пункта Медное. Действуя совместно с 8-й танковой бригадой, 21 октября 1941 года выбила противника из села, затем отступила с боями до реки Лама.

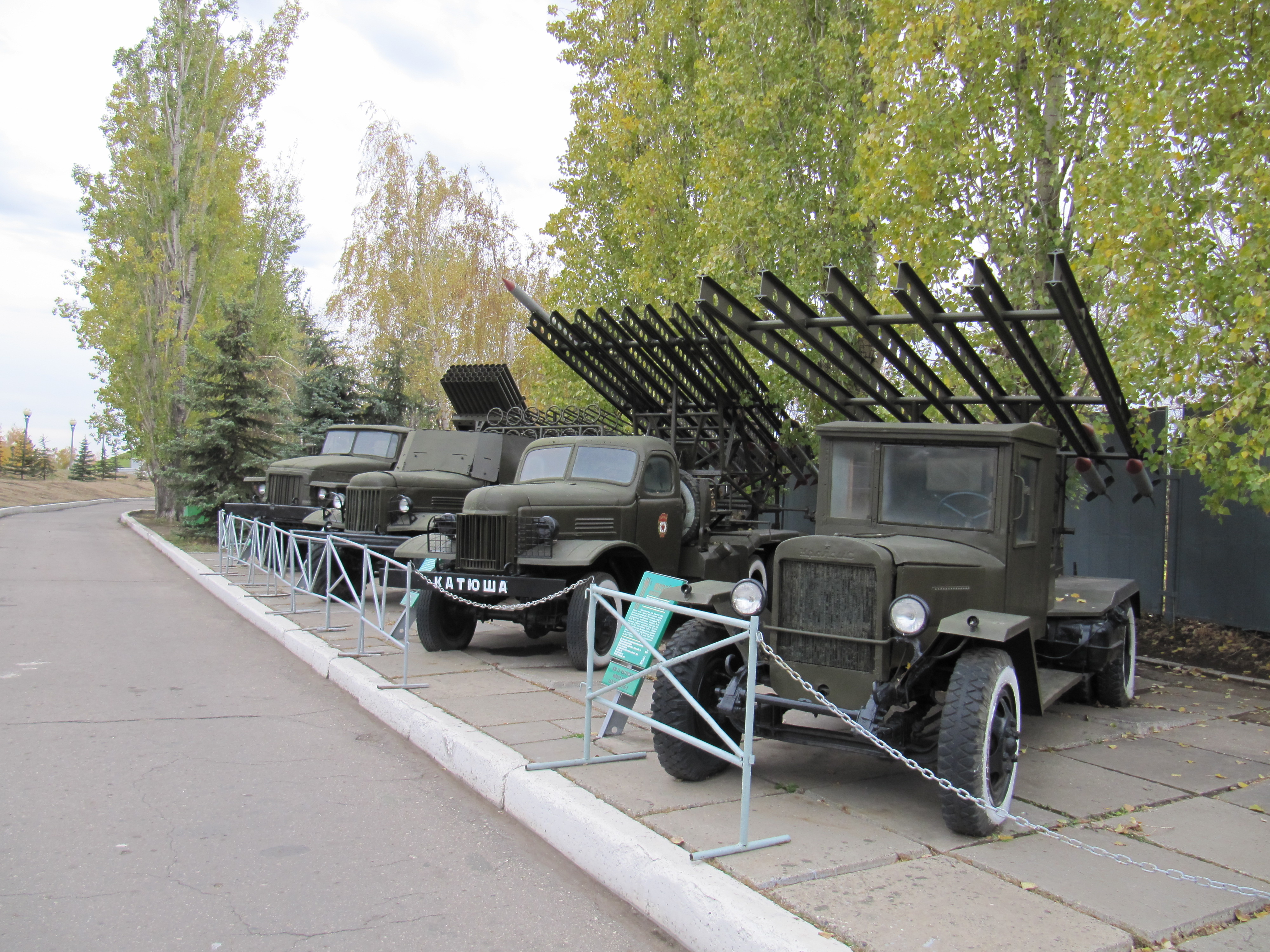
Боевые машины реактивной артиллерии. Парк Победы. Саратов

В ноябре 1941 года находилась в резерве Калининского фронта в районе Жерновка в 6 километрах севернее Калинина (Твери) и с 16 ноября 1941 года перебрасывается юго-восточнее Калинина (Твери).
В ноябре 1941 года 185-я сд получила приказ остановить противника у села Завидово и, несмотря на превосходство сил противника, удерживает позиции (примерно 160 км от Москвы). Прикрывая дорогу на Конаково, 20 ноября 1941 года в районе Завидово дивизия выдержала тяжелейшие бои, 27 ноября 1941 года — в районе посёлка Терехово.
5 декабря 1941 года на многих участках фронта под Москвой началось контрнаступление. С 6 декабря 1941 года дивизия, находясь на правом фланге 30-й армии, перешла в наступление, однако натолкнулась на сильное сопротивление 36-й моторизованной дивизии вермахта и смогла продвинуться вперёд лишь 9 декабря, действуя совместно с 46-й кавалерийской дивизией, и вышла на Ленинградское шоссе южнее Завидово.

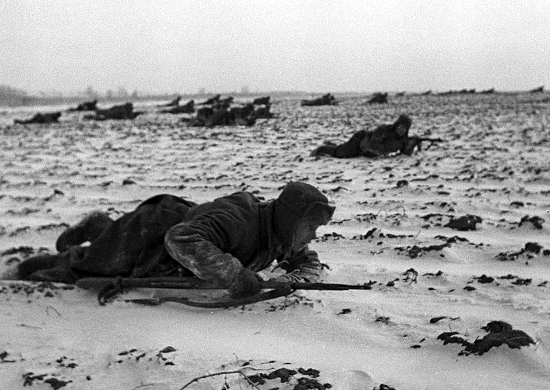
Контрнаступление под Москвой. 1941 год

За поворотом с Ленинградского шоссе на Конаково в 1965 году установлена гвардейская миномётная батарея, прозванная солдатами «Катюшей» (БМ-13). Это памятник воинам 185-й стрелковой дивизии, задержавшим наступление врага на Москву осенью 1941 года. Мемориальная табличка на памятнике гласит: 
«Отсюда, остановив врага, части 185-й стрелковой дивизии в декабре 1941 года перешли в контрнаступление, освобождая родную землю от немецко-фашистских захватчиков.
Здесь шли бои.
Здесь, пламенем объятый,
Стоял насмерть
России верный сын.
Отсюда начинался путь солдата

Нелёгкий путь к Победе, на Берлин»
.
По мнению экспертов, это не оригинальный вариант автомобиля ЗиС-151 и «Катюши», а «наполовину оригинальный» экземпляр (ракеты бутафорские, «не свои» шасси, бензобак и т. д.).
Адрес: Тверская область, Конаковский район, село Завидово, 113 км трассы М10